# Rhinoliquorrhoe
Der Begriff Rhinoliquorrhoe bezeichnet das Austreten von Hirnwasser (Liquor cerebrospinalis) durch die Nase (rhinós, genitive of ῥίς (rhís, “nose”)). Dies kann durch Schädel-Hirn-Trauma, einen operativen Eingriff, eine angeborene Fehlbildung oder teilweise auch spontan entstehen.
Eine Rhinoliquorrhoe geht mit verschiedenen Risiken einher. Hierzu zählen die Entstehung einer Meningitis (Hirnhautentzündung) oder das Auftreten eines Liquorunterdruck-Syndroms. Beides geht mit Kopfschmerzen oder sogar Bewusstseinsstörungen einher.